# Abutilon otocarpum
Abutilon otocarpum är en malvaväxtart som beskrevs av Ferdinand von Mueller. Abutilon otocarpum ingår i släktet klockmalvor, och familjen malvaväxter. Inga underarter finns listade i Catalogue of Life.

## Bildgalleri

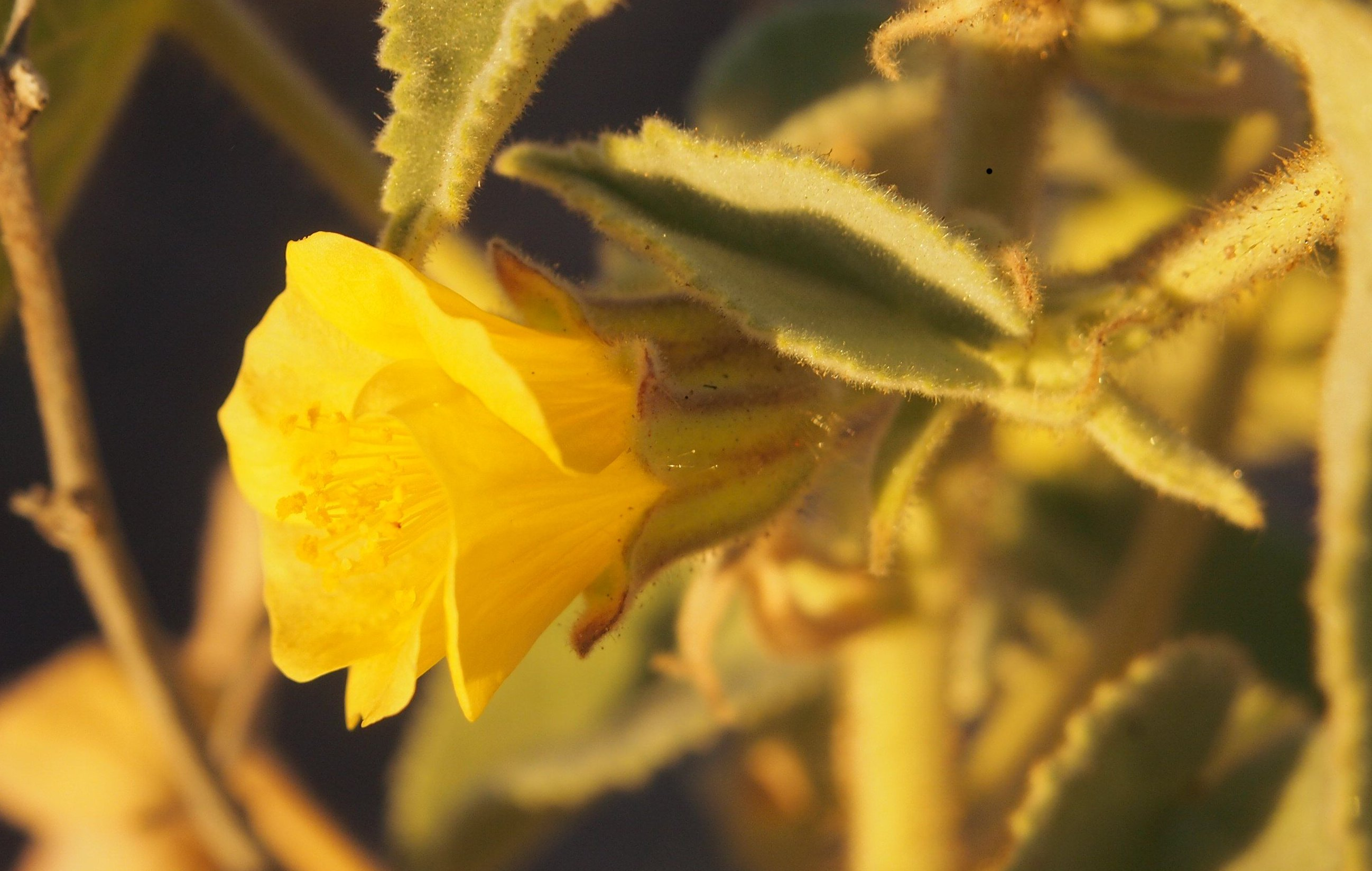
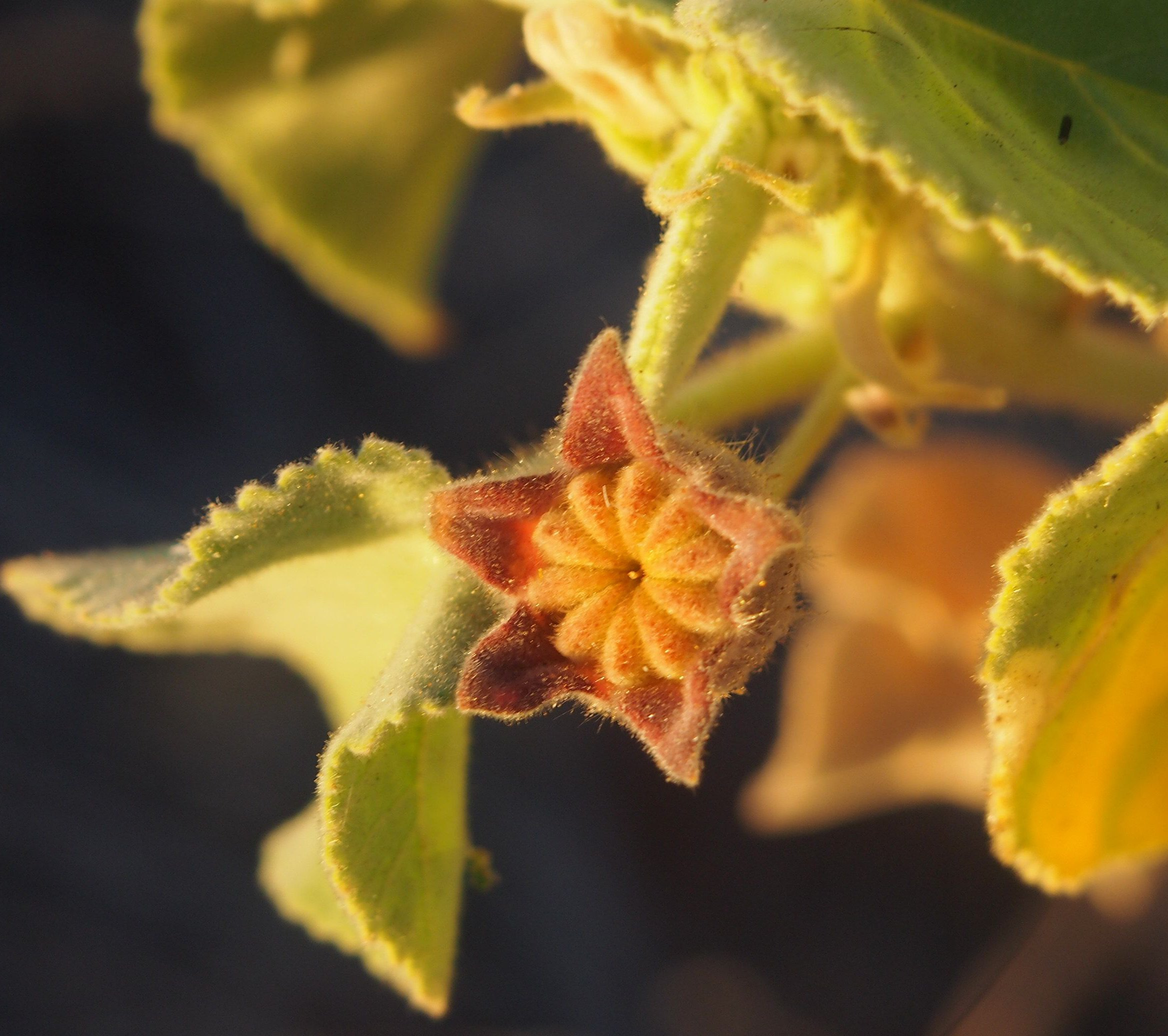
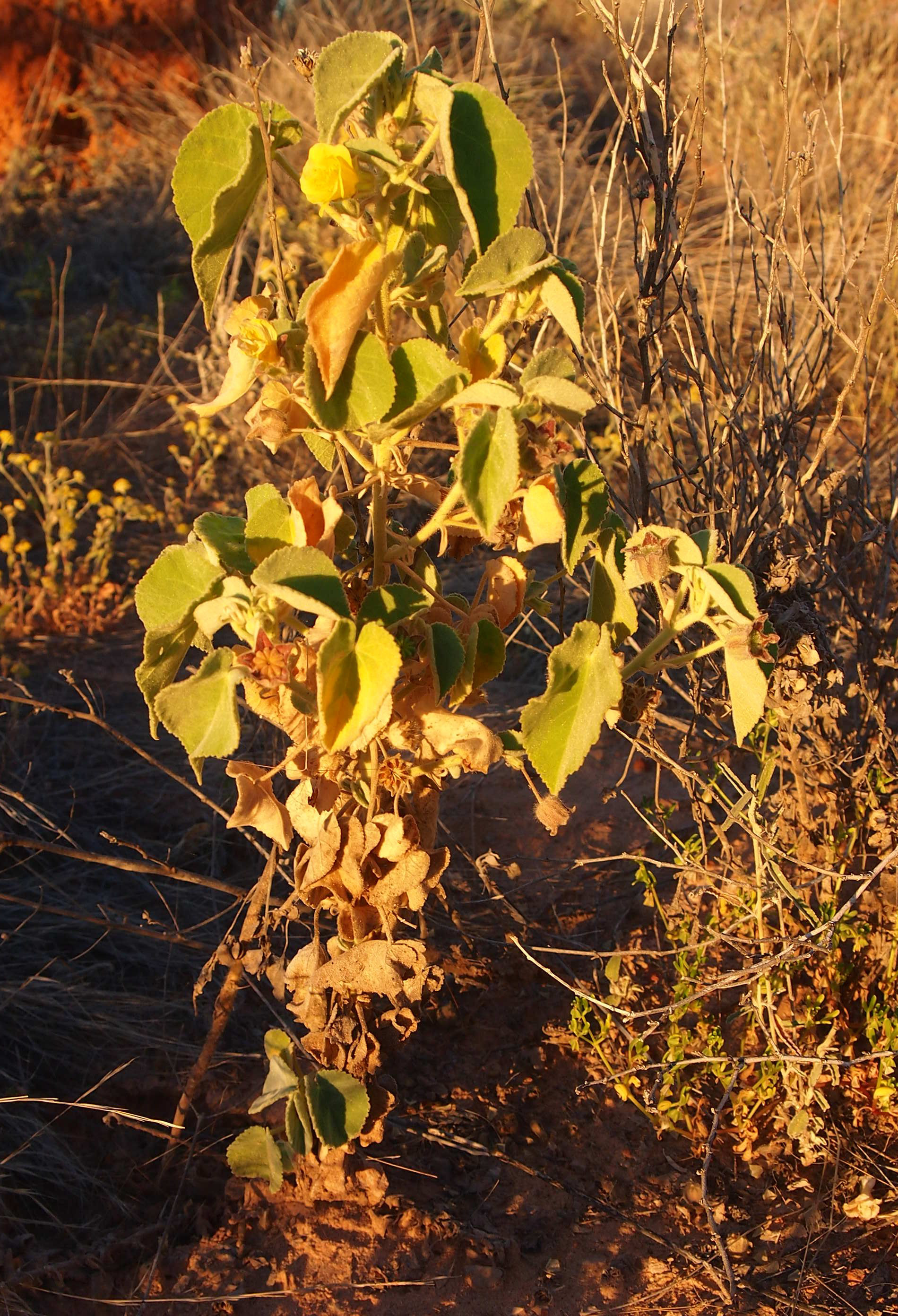